# Grivola
El Grivola és una muntanya dels Alps italians. Té una altitud de 3.969 metres per sobre del nivell del mar.